# Agos-Vidalos
Agos-Vidalos (gaskognisch Agòs e Vidalòs) ist eine französische Gemeinde mit 393 Einwohnern (Stand 1. Januar 2022) im Département Hautes-Pyrénées in der Region Okzitanien; sie gehört zum Arrondissement Argelès-Gazost und zum Kanton La Vallée des Gaves. Die Bewohner nennen sich Agolosiens/Agolosiennes.

## Lage
Agos-Vidalos liegt im Südwesten des Département Hautes-Pyrénées rund 25 Kilometer (Luftlinie) südwestlich von Tarbes. Das Flüsschen Bergons mündet hier in den Gave de Pau, der  streckenweise die Ostgrenze der Gemeinde bildet. Der höchste Punkt der Gemeinde ist der 1348 m hohe Berg Pic du Pibeste im Nordwesten der Gemeinde. Weite Teile des Gemeindegebiets sind bewaldet.
Die Gemeinde besteht aus den Dörfern Agos (besteht aus Marque debat und Marque dessus) und Vidalos sowie wenigen Einzelgehöften.
Nachbargemeinden sind Ossen im Nordwesten, Viger im Norden und Nordosten, Ger im Nordosten, Geu im Osten, Boô-Silhen im Südosten und Süden, Ayzac-Ost im Südwesten und Westen sowie Ouzous im Nordwesten.

## Geschichte
Eine erste indirekte namentliche Erwähnung erfuhr Agos, als ein Raimundo de Gos um 1040 im „Grünen Buch von Bénac“ auftauchtr. Vidalos wurde erstmals als Bidalos im Jahr 1184 im Kopialbuch von Bigorre erwähnt. Im frühen Mittelalter wechselte die Herrschaft häufig (Westgoten, Basken, Franken, Sarazenen). Danach war der Ort jahrhundertelang unter der Herrschaft des Königreichs Aquitanien respektive des Herzogtums Gascogne. Von 900 bis 1609 gab es eine Grafschaft Bigorre innerhalb der vorgenannten Gebiete. Im Hundertjährigen Krieg war Arras-en-Lavedan manchmal unter englischer, manchmal unter französischer Herrschaft. Von 1425 bis 1609 gehörte der Ort als Teil der Grafschaft Bigorre zur nur lose mit Frankreich verbundenen Grafschaft Foix. Weil der letzte Herrscher dieser Grafschaft, König Heinrich III. von Navarra aus dem Hause Bourbon, 1589 den Thron von Frankreich (als Heinrich IV.) bestieg, waren die Orte der Region 1609 bis 1789 Krondomäne. Die Gemeinde gehörte von 1793 bis 1801 zum District Argelès. Zudem war sie von 1793 bis 2015 Teil des Kantons Argelès-Gazost. Mit Ausnahme der Jahre 1926 bis 1942 (Arrondissement Bagnères) war Agos-Vidalos seit 1801 Teil des Arrondissements Argelès-Gazost.  Die Gemeinde ist Teil der historischen Landschaft Lavedan (auch Pays des Sept Vallées genannt). Im Jahr 1846 vereinigten sich die Gemeinden Agos (1846:238 Einwohner) und Vidalos (1846:120 Einwohner) zur heutigen Gemeinde.

## Bevölkerungsentwicklung
| Jahr                       | 1962 | 1968 | 1975 | 1982 | 1990 | 1999 | 2006 | 2013 | 2020 |
| Einwohner                  | 256  | 265  | 285  | 272  | 270  | 290  | 350  | 411  | 406  |
| Quellen: Cassini und INSEE |      |      |      |      |      |      |      |      |      |

Die Zahl der Bewohner ist seit 1793 wegen Abwanderung, der Gefallenen des Ersten Weltkriegs sowie der Grippewelle 1918/1919 gesunken. Die niedrigsten Einwohnerzahlen stammen aus der Zwischenkriegszeit.

## Sehenswürdigkeiten
- Kirche Saint-Michel in Vidalos
- Kirche Saint-Hippolyte in Marque dessus (Agos)
- Schlossturm aus dem Jahr 1175 in Vidalos
- zahlreiche alte Gebäude
- mehrere Dorfbrunnen
- Lavoirs (Waschhäuser) in Agos und Vidalos
- Rathaus (Mairie) mit alter Dorfschule
- Wegkreuze Croix du Turon de Fontaine und Croix du Turonet de Pujo
- Denkmal für die Gefallenen[1]

Quelle:

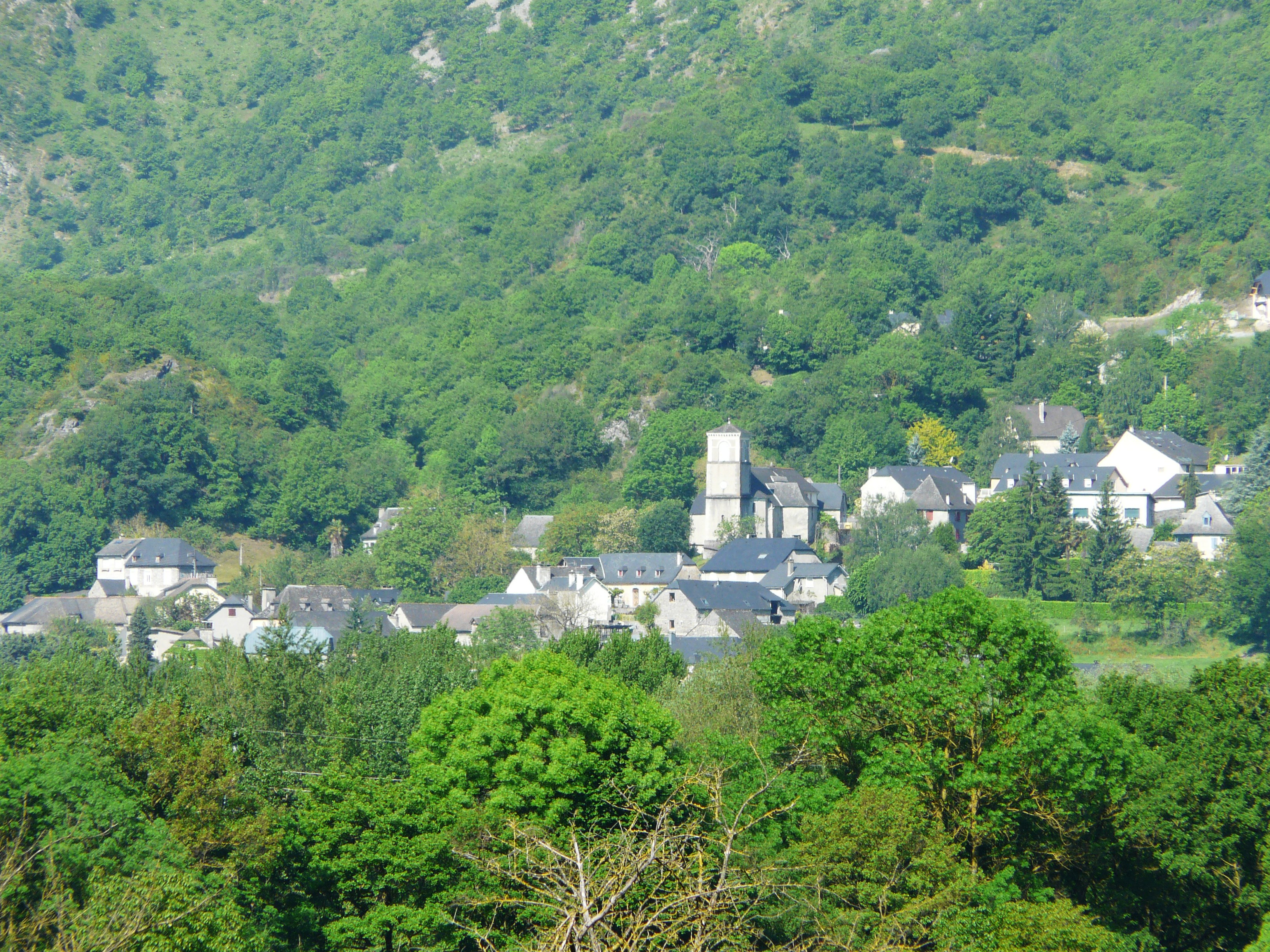
Blick auf Agos
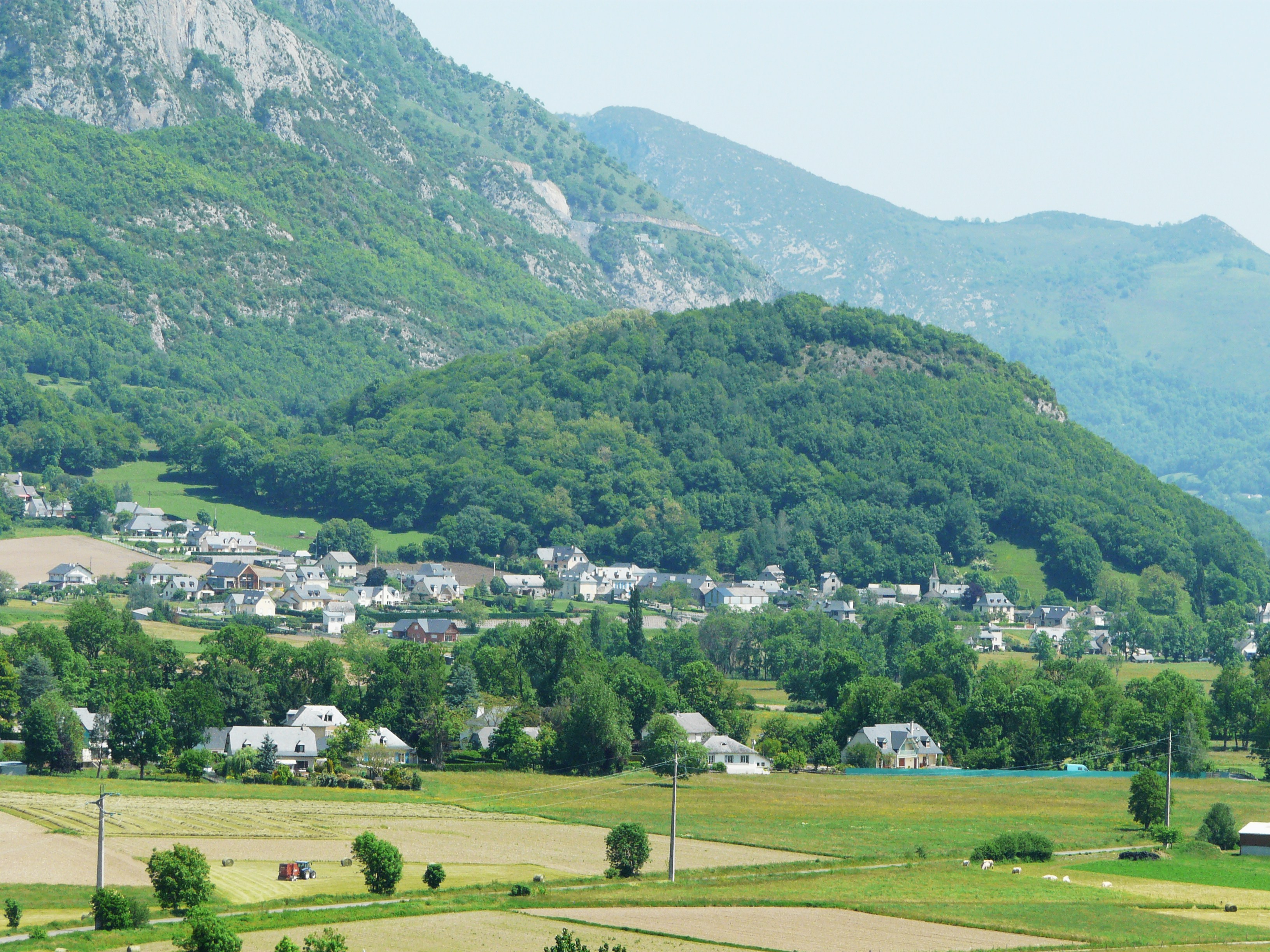
Blick auf Vidalos
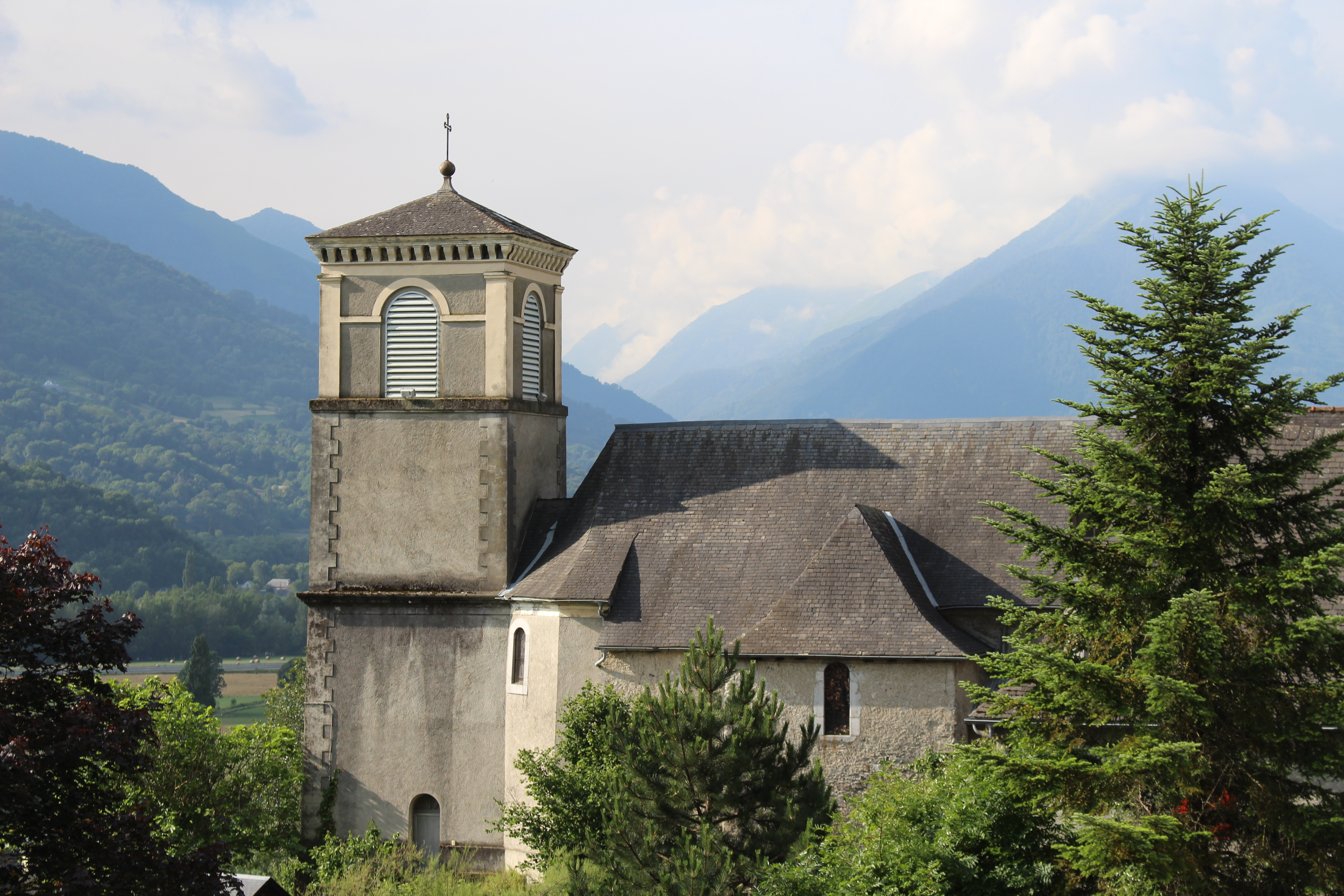
Kirche Saint-Hippolyte in Agos
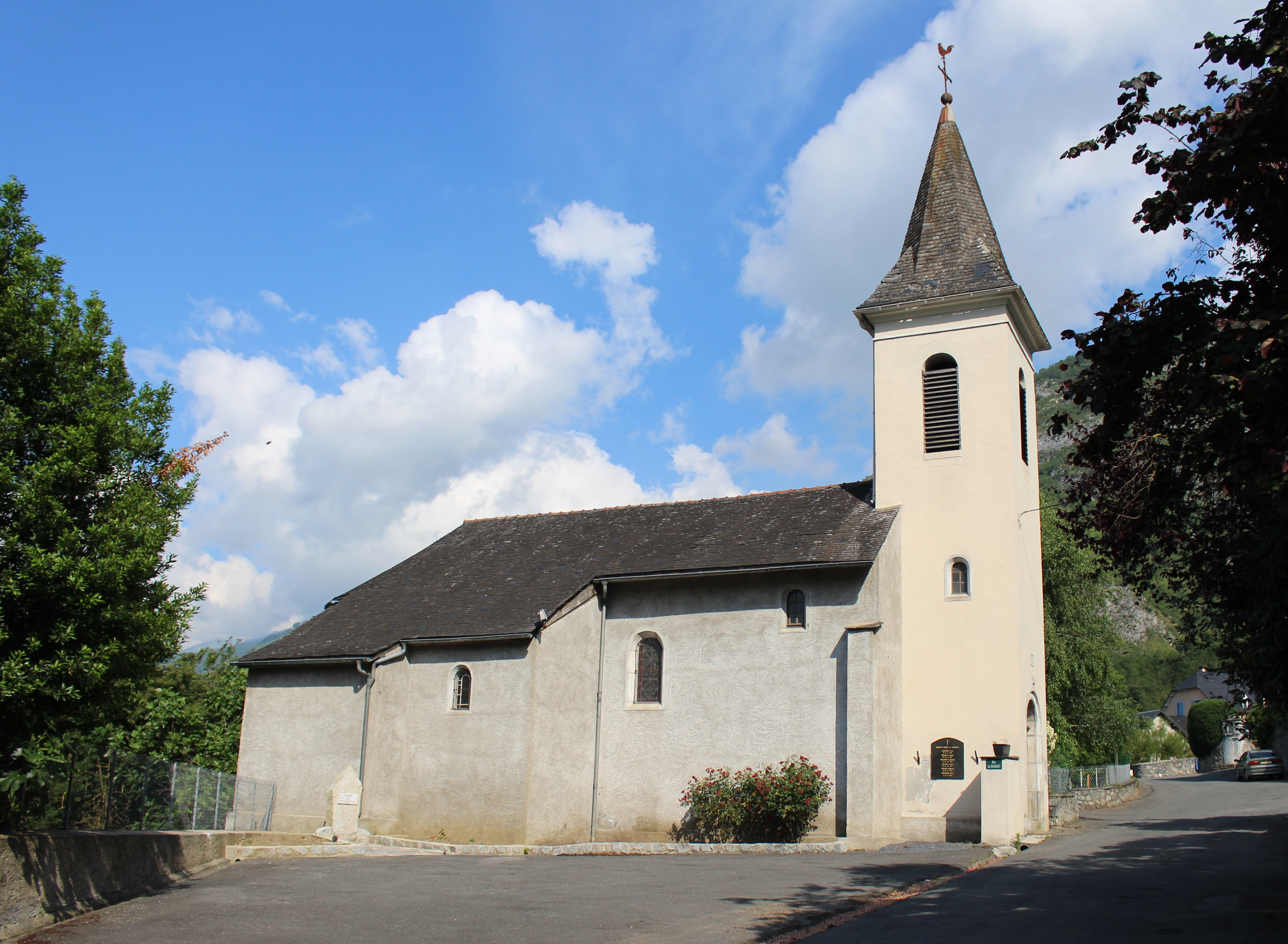
Kirche Saint-Michel in Vidalos
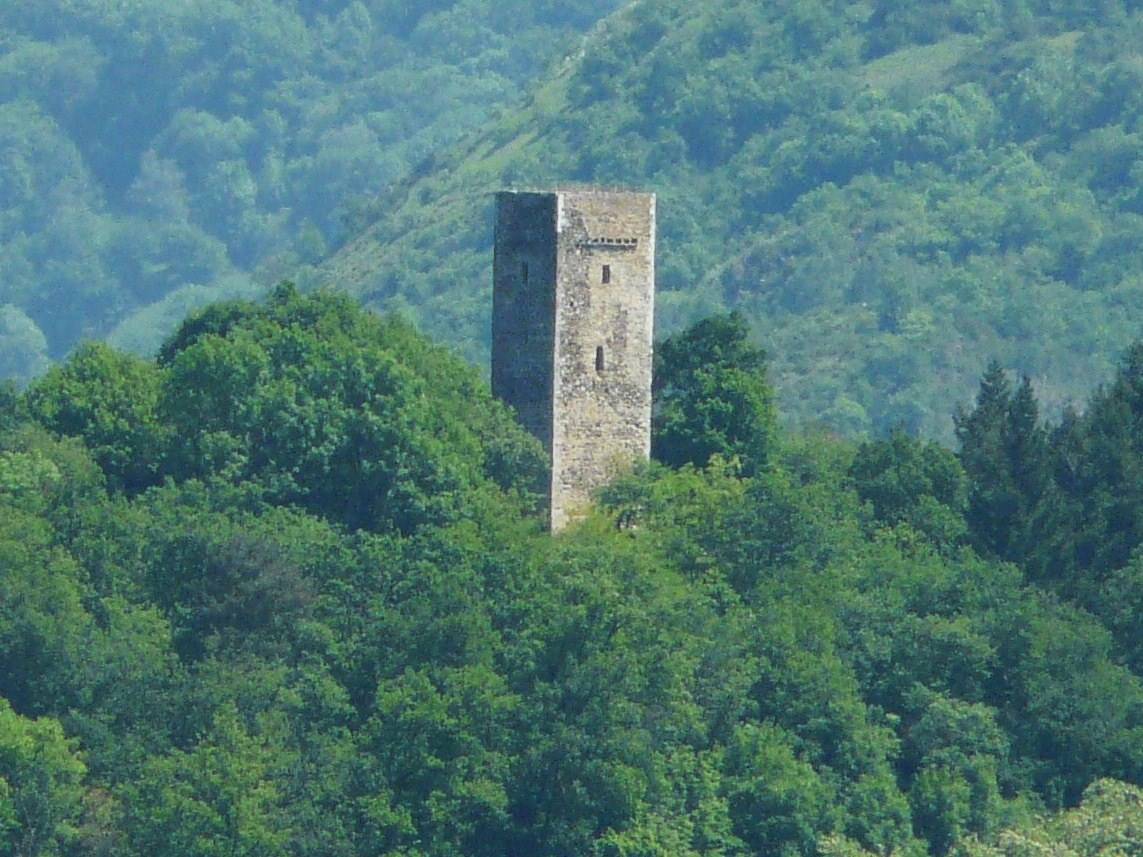
Turm von Vidalos

## Persönlichkeiten
- André Lacrampe (1941–2015), römisch-katholischer Geistlicher, Erzbischof von Besançon 2003–2013